# Joseph Acaba
Joseph Michael Joe Acaba (Inglewood, California; 17 de mayo de 1967) es un profesor, hidrogeólogo y astronauta estadounidense de la NASA, reconocido como la primera persona de origen puertorriqueño y la duodécima de 15 personas de origen iberoamericano en llegar al espacio.Ha completado su formación el 10 de febrero de 2006 y fue asignado a la STS-119, que voló desde 15 marzo a 28 de marzo de 2009 para ofrecer el conjunto final de paneles solares a la Estación Espacial Internacional. Acaba sirvió como ingeniero de vuelo a bordo de la Estación Espacial Internacional, después de haberse lanzado el 15 de mayo de 2012. Llegó a la estación espacial el 17 de mayo y regresó a Tierra el 17 de septiembre de 2012 a las 06:53 a. m. hora estándar de Moscú cuando el aterrizaje fue registrado oficialmente por la Roscosmos.

## Biografía

### Primeros años
Los padres de Acaba, Ralph y Elsie Acaba, se trasladaron a mediados de la década de 1960 desde Hatillo (Puerto Rico) para Inglewood (California), donde éste nacería. Más tarde se trasladaron a Anaheim (California). Desde su infancia, a Acaba le gustaba leer sobre todo ciencia ficción. En la escuela, se destacó tanto en la ciencia y las matemáticas. Cuando era niño, sus padres constantemente lo expusieron a películas educativas, pero fue la película de 8 mm que muestra al astronauta Neil Armstrong del Programa Apolo, que realmente le intrigaba sobre el espacio exterior. Durante su último año en la escuela secundaria, Acaba se interesó en el submarinismo y se convirtió en un buzo certificado a través de un programa de capacitación para el trabajo en su escuela. Esta experiencia le inspiró para continuar su formación académica en el campo de la geología. En 1985, él se graduó con honores de Esperanza High School en Anaheim.

### Educación
En 1990, Acaba recibió su licenciatura de geología en la Universidad de California en Santa Bárbara y en 1992, obtuvo su maestría en geología de la Universidad de Arizona. Acaba era un sargento en el Cuerpo de Marines de los Estados Unidos de Reserva, donde se desempeñó durante seis años. También trabajó como hidrogeólogo en Los Ángeles, California. Acaba pasó dos años en los Estados Unidos como Cuerpo de Paz y capacitó a más de 300 maestros en la República Dominicana en las metodologías de enseñanza modernas. Luego se desempeñó como gerente de Investigaciones Marinas de Lee Stocking Island en la isla del Caribe en las Bahamas. A su regreso a los Estados Unidos, Acaba se trasladó a Florida donde se convirtió en coordinador Shoreline Revegetación en Vero Beach. Enseñó un año de ciencias y matemáticas en la escuela secundaria y cuatro años en la escuela secundaria de Dunnellon. También enseñó brevemente  Escuela Secundaria Melbourne de Melbourne (Florida). A su regreso a la Tierra en el otoño de 2012, Acaba comenzará los cursos para una doctorado en educación en la Universidad Tecnológica de Texas.

### Carrera en la NASA

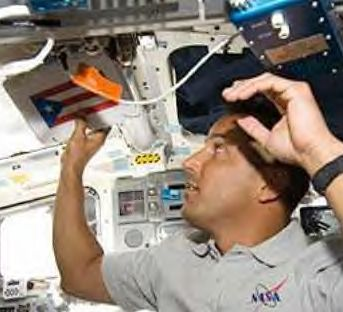
Acaba with Puerto Rican Flag aboard STS-119

El 6 de mayo de 2004, Acaba y otras diez personas fueron seleccionadas de 99 solicitantes por la NASA como candidatos a astronauta. El administrador de la NASA, Sean O'Keefe, en presencia de John Glenn, anunció a los miembros del «grupo 19 de candidatos a astronauta», un evento que no se ha repetido desde 1958, cuando el grupo original de los astronautas fue presentado al mundo. Acaba, quien fue seleccionado como educador de especialistas de misión, completó su entrenamiento de astronautas el 10 de febrero de 2006, junto con los otros diez candidatos a astronauta. Al término de su formación, Acaba fue asignado al Equipo de Integración de Hardware en la rama de la Estación Espacial Internacional, trabajando temas técnicos de hardware con la Agencia Espacial Europea (ESA).

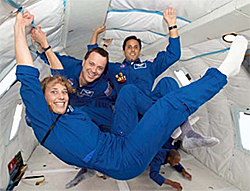
Mission Specialist Educators Lindenberger, Arnold, and Acaba during a parabolic flight.

Acaba fue asignado a la tripulación de la STS-119, como educador de especialista de misión, el cual fue lanzado el 15 de marzo de 2009 a las 19:43, después de que los ingenieros de la NASA repararon un sistema de ventilación de gas con fugas de la semana anterior, para entregar el juego final de paneles solares a la Estación Espacial Internacional. Acaba, que lleva a bordo de su persona una bandera de Puerto Rico, solicitó que la tripulación se despertara el 19 de marzo (día 5) con la canción folclore de Puerto Rico «Qué bonita bandera»  refiriéndose a la bandera de Puerto Rico, escrito en 1971 por Florencio Morales Ramos Ramito. and sung by Jose Gonzalez and Banda Criolla.
El 20 de marzo, se brindó apoyo a la primera caminata espacial de la misión y el 21 de marzo, se realizó una caminata espacial en la que él ayudó a desplegar con éxito las «alas» finales de los paneles solares que aumenten el poder a la ISS. El 28 de marzo el transbordador espacial Discovery y su tripulación de siete tocados con seguridad hacia abajo en la pista 15 del Centro Espacial Kennedy de la NASA en Florida a las 3:14 p. m. EDT. Acaba dijo que estaba sorprendido por las vistas desde la estación espacial.
«Fue un poco surrealista al mirar por la ventana y ver a sus dos amigos por ahí que usted ha estado entrenando durante mucho tiempo y verlos por ahí... fue un momento especial», dijo Acaba.
El 15 de mayo de 2012, Acaba era uno de los tres miembros de la tripulación de lanzamiento desde Kazajistán a bordo de la nave espacial Soyuz TMA-04M a la Estación Espacial Internacional.  Él y sus compañeros de tripulación, Guennadi Pádalka y Serguéi Revin, llegaron y se acoplaron a la estación espacial dos días después de su lanzamiento, el 17 de mayo a las 04:36 UTC. Acaba, junto a Padalka y Revin, regresaron a la Tierra el 17 de septiembre de 2012.

## Reconocimiento
El 18 de marzo de 2008, Acaba fue honrado por el Senado de Puerto Rico, que patrocinó su primer viaje a Puerto Rico desde que fue seleccionado para el vuelo espacial. Durante su visita, que fue anunciado por el entonces presidente del Senado de Puerto Rico, Kenneth McClintock, se reunió con los escolares en el Capitolio, así como en el Parque de las Ciencias en Bayamón, que incluye un planetario y varios cohetes superávit de la NASA entre sus exposiciones. Acaba, regresó a Puerto Rico el 1 de junio de 2009. Durante su visita, se le presentó una proclamación por el entonces gobernador Luis Fortuño. Pasó siete días en la isla y entró en contacto con más de 10 000 personas, la mayoría de ellos niños en edad escolar. También recibió la Medalla Sistema Universitario Presidencial por Ana G. Méndez y un doctorado honoris causa de la Universidad Politécnica de Puerto Rico, donde inauguró el simulador de vuelo el 7 de febrero de 2013 durante su más reciente de las muchas visitas a Puerto Rico para promover el estudio de las matemáticas y la ciencia entre los estudiantes, así como para visitar a sus parientes. Revista Caras lo nombró uno de los más influyentes y emocionantes puertorriqueños de 2012.